# Kork

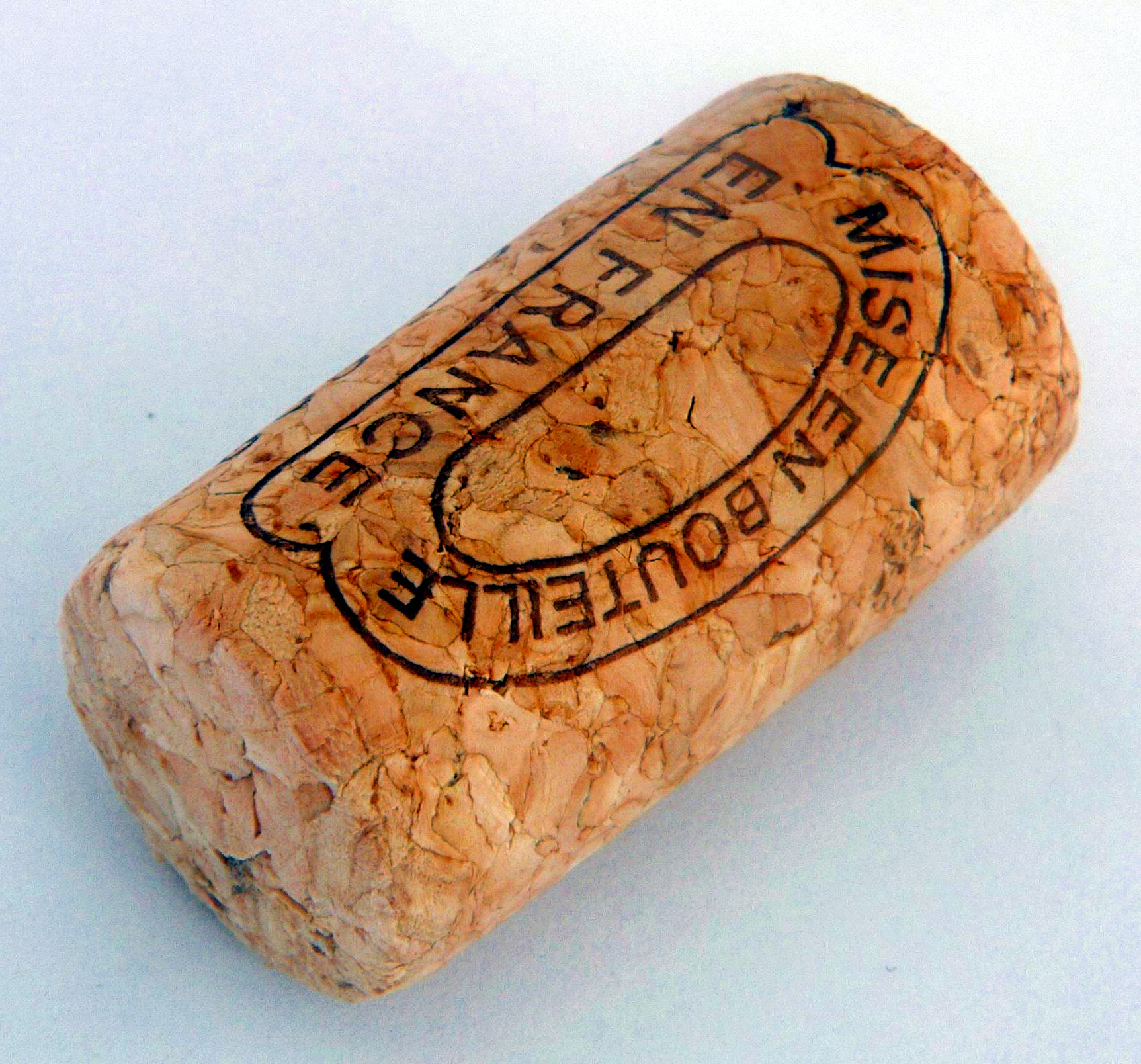
Cylinderformad flaskkork med tillverkarestämpel. I detta fall en kompositkork framställd av pressade småbitar av kork.

Kork är ett material bestående av korkekens bark som länge använts för att försluta flaskor, i synnerhet vinflaskor. Benämningen kork har därför blivit synonymt med en propp som försluter en flaska eller liknande, trots att naturkork allt mera ersatts av andra material, till exempel plast. Materialet kork består till stor del av suberin.

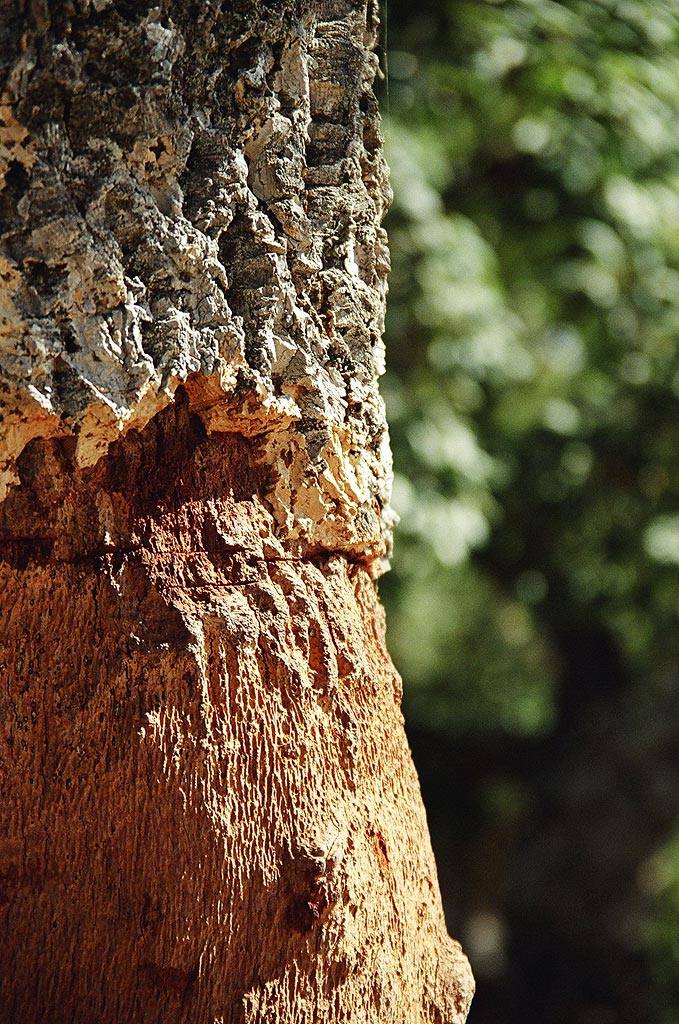
Stammen på en korkek

För att skilja kork från korkeken från proppar av andra material används ibland benämningen naturkork. Naturkork kan vara massiv (utskuren ur ett och samma stycke bark) eller pressad (sammanfogad av många mindre bitar). Pressad kork är vanligare än massiv för proppar av större dimensioner över cirka 30–50 millimeter.
Proppar av naturkork är vanligen cylindriska eller svagt konformade (en specialform utgörs av champagnekorkar). Cylinderformade korkar används mestadels för industriell engångsförslutning av till exempel vinflaskor, konformade korkar kallas spetskork och är enklare att använda i behållare som ska återförslutas. Spetskorkars dimension anges med två siffror som motsvarar korkens största och minsta diameter i millimeter, till exempel 18/21.
Droppkork kallas en flaskkork med rör igenom som underlättar snabb servering.
Materialet kork används även bland annat till flöten och flottörer, mattor, packningar och som emballage.
Portugal är det land i världen som producerar mest kork. Där har man t.o.m. gjort försök med gängad kork, som skruvas ner i flaskan. 
Flaskkorkar skars från början för hand och senare på fabrik, av utbildade korkskärare.
I Sverige hade korkarbetare en egen fackförening, Svenska korkarbetareförbundet, under perioden 1901–1909. Föreningen uppgick 1909 i Svenska bryggeriarbetareförbundet.